# سیارک ۱۸۶۳۸
سیارک ۱۸۶۳۸ (به انگلیسی: 18638 Nouet، نامگذاری:1998EP3) هجده هزار و ششصد و سی و هشتمین سیارک کشف شده‌است که در ۲ مارس ۱۹۹۸ کشف شد.
قدر مطلق سیارک برابر ۲۸.۲ است.